# Sociedad Deportiva Santoña Club de Remo

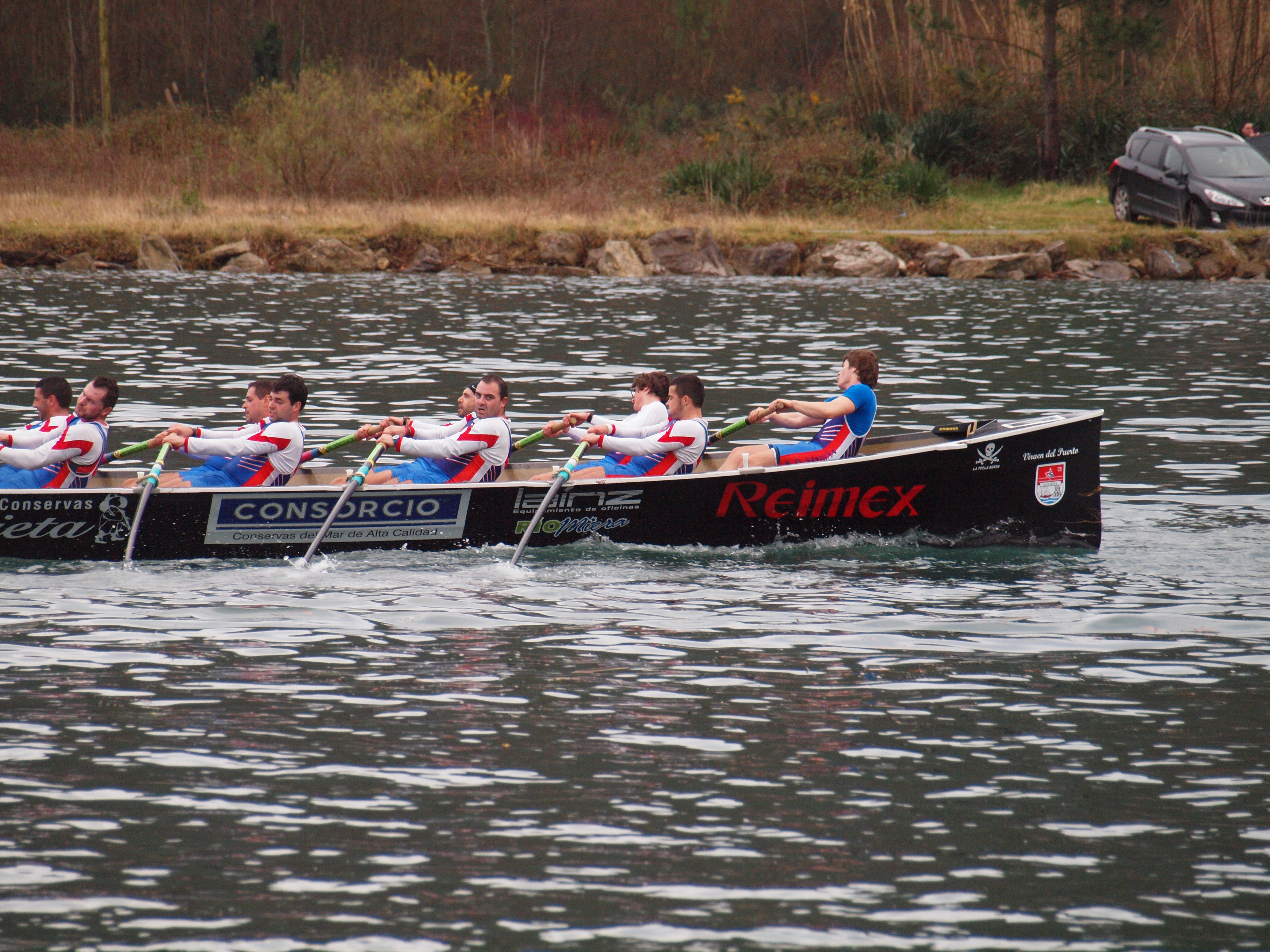
Trainera de Santoña en 2011

El Club de Remo Santoña es un club deportivo de la villa de Santoña, en Cantabria (España) que ha logrado importantes triunfos nacionales e internacionales. Ha disputado regatas en todas las categorías y modalidades de banco fijo, en bateles, trainerillas y traineras y también activamente en pruebas de banco móvil por España y Europa. Su palmarés es muy extenso donde cabe destacar el Campeonato de España de Ocho con timonel en 1987 y sus dos Campeonatos de España de Bateles en 1986 y 1987. También dos de sus componentes, Chechu Vinatea y Fernando Vinatea fueron dos veces Campeones de Europa en la modalidad de Dos sin timonel. Destaca también su participación en 1984, 1986 y 1989 en la Bandera de La Concha.

## Historia

### Antecedentes
En 1919, una trainera de Santoña participó por vez primera en las regatas del Nervión, junto a Santander y Laredo. Fue la primera vez en que traineras de fuera de Vizcaya participaron en las regatas del Nervión, y ganó San Sebastián. En 1925, tras diversos éxitos de Santoña y Argoños en las regatas celebradas en la Bahía de Santander con ocasión de las visitas del rey Alfonso XIII, se conforma una tripulación compuesta por remeros de uno y otro puerto con el fin de participar en las Regatas de La Concha. Lo hicieron con el nombre de Santoña, a bordo de una embarcación denominada 'Cuba', que fue sufragada con dinero enviado por indianos residentes en la isla, siendo esta la primera trainera de Cantabria en participar en la regata. Ocupó la quinta plaza y ganó Orio. El mismo año, en las regatas celebradas en septiembre en Santoña, la 'Cuba' se impuso a una trainera de Portugalete y a la 'Elcano', también de Santoña.
Tras la Guerra Civil, surgen los primeros duelos entre Pedreña y Peñacastillo, cuyo resultado fue tres victorias de Pedreña en las Regatas de La Concha (1945, 1946 y 1949) y otras tantas en el Campeonato de España de Traineras (1944, 1947 y 1948). Esos años, Santoña participa en la competición regional de traineras. El remo cántabro se desmantela tras la temporada 1950 y no vuelve a salir al agua ninguna tripulación hasta catorce años después. En 1964 se recuperan las regatas de traineras y se celebra una primera edición del Campeonato Provincial en el que Pedreña, Peñacastillo y Santoña son los únicos participantes. Para entonces, Santoña se ha convertido, ya, en un clásico: siempre que ha habido regatas de traineras de Cantabria, Santoña ha tomado parte en la competición, con mejores o peores resultados.

### Fundación del club
El club se creó a finales de 1971 con el nombre de Club Deportivo Santoña OJE, y comenzó a competir en 1972. El 29 de agosto de 1979, esta entidad se fusionó con el Club Juan De La Cosa, fundado en 1977, y que surgió del extinto Educación y Descanso.
Ha competido en trainera estos años: 1973, 1974, 1975, 1976, 1983, 1984, 1985, 1986, 1987, 1988, 1989, 1991, 1992, 1993, 1994, 1995, 1996, 1997, 1998, 2001, 2008, 2009, 2010, 2011, 2012, 2013, 2014, 2015, 2016, 2017, 2018 y 2019.
También ha aportado varios remeros a la selección nacional de remo olímpico como Miguel Solano, Jesús Solano, Chechu Vinatea, Fernando Vinatea, Roberto de Llanos, Florián Merchán, Michel Fernández, Rubén Severiano, Kiko Pla, Pedro Luis Ramos, Andrea Cué y Aurora Haro, así como los patrones Luis Salmón y Gabriel Marco.

### Primeros éxitos
Los años 70 son los años de los primeros éxitos. En 1973, Santoña se proclama campeón de España de bateles, en Pasajes de San Pedro, y subcampeón de España de trainerillas, en Luanco. En esta modalidad, sólo le gana Michelín de Lasarte. En trainera, esa misma temporada, ocupa la cuarta plaza en el Campeonato de España, por detrás de Orio, Michelín de Lasarte y Astillero.
Santoña compite en trainera en los años 1972, 1973, 1974 y 1975, con el nombre de Santoña OJE. Después, el club se reconvierte, cambia su nombre (pasa a denominarse Sociedad Deportiva Santoña Club de Remo), cambia de colores (adopta el distintivo azul, con banda roja y blanca) y se dedica por completo a la práctica del banco móvil.
En 1983 se produce el regreso a la competición de trainera, con remeros formados en la disciplina de banco móvil. Los años 80 le proporcionan a Santoña tres títulos regionales de trainera (1986, 1987 y 1988), tres participaciones en las Regatas de La Concha (1984, 1986 y 1989) y numerosas banderas. 
En bateles se adjudica el campeonato en categoría sénior en 1986, así como el subcampeonato de trainerillas. En 1987 se adjudica el mismo día en aguas de Bermeo el campeonato de España de bateles en categioas infantil, juvenil y sénior. En 1998 se proclamó campeón en categoría cadete. Hasta el año 90 se obtienen varias medallas de plata y bronce en los camperonatos de España, tanto en batel como en trainerilla en todas las categorías.

### Triunfos en banco móvil
En 1981 José Vinatea Fernández ganó el Campeonato de España en 4 sin timonel categoría cadete. Al año siguiente ganó la medalla de bronce en el Campeonato de España junto a su primo Fernando Vinatea López siendo también cadetes en el dos con timonel. En 1983 Fernando participó con la selección nacional en el Campeonato del Mundo Junior celebrado en Vichy, donde terminó en sexto lugar en el cuatro sin timonel. Tanto Fernando como José cumplieron su segunda temporada como juveniles en 1984, ganando en el dos sin timonel en la I y II Confrontación Nacional, en el Campeonato de Cantabria y de España, y en la Regata Internacional de Mâcon. En el cuatro con timonel también ganaron en Mâcon, en Cantabria y España, formando tripulación con Llanos y Martínez Caller. Asistieron también al Campeonato del Mundo con el ocho español, terminando en quinto puesto.
Fernando y José se proclamaron en 1985 campeones en todas las competiciones regionales, fueron subcampeones de España, formaron en la selección nacional en la regata internacional de Francia, en el Campeonato del Mundo y en Bañolas en el X Macht Senior, denominado también Campeonato de Europa sub-22, en el que obtuvieron la medalla de oro. A final de año fueron reconocidos como los mejores deportistas cántabros por el Alerta. Por su parte, en Bañolas también obtuvo la medalla de plata Roberto de Llanos en el 4 cuple.
Al año siguiente ganaron la liguilla regional de bateles y el Campeonato de Cantabria de Bateles en las categorías sénior, cadete e infantil. Poco después, en el Campeonato de España de Bateles vencieron en categoría sénior, y fueron segundos en cadetes y terceros en infantiles. Además, en banco móvil seis componentes del equipo consiguieron formar parte del seleccionado nacional. Además de Fernando y José Vinatea, Florián Merchán fue medalla de oro en Vichy con el 4 con español, Roberto Llanos, también en Vichy, fue bronce con el ocho, sumándose además Oscar Hernández y Mariano Riego que fueron vencedores en el 2 sin en Mâcon.
En banco móvil Santoña ha ganado en 'ocho con' sénior la final del Campeonato de España de 1987. En categorías inferiores se han obtenido múltiples medallas en todas las categorías y modalidades (1x, 2x, 2-, 2+, 4x, 4-, 4+ y 8+) .
También hubo otros remeros llamados por la selección española de remo: Miguel Solano, Jesús Solano, Michel Fernández, Rubén Severiano, Kiko Pla, Pedro Luis Ramos, Andrea Cué y Aurora Haro, así como los patrones Luis Salmón y Gabriel Marco, proclamándose este último subcampeón del mundo en 2+.
Entre 1983 (compitiendo este año con La Marinera, dos Clopasa y Ama Guadalupekoa) y 1989, Santoña compite en trainera de manera ininterrumpida. No lo hace en 1990, pero regresa en 1991 para continuar hasta 1996. En 1984 obtuvieron la primera victoria en traineras en la historia del club, ganando la Bandera Bansander. Fueron séptimos en la Clasificatoria de La Concha y accedieron por primera vez a la Bandera de La Concha, la segunda en la que participaba una trainera santoñesa en la historia.
En los años 90 Santoña gana el Regional de traineras de 1995 y 1996. También se proclama campeón de España de trainerilla en categoría juvenil, en la temporada 1991.

### Crisis y retorno a la competición
Desde 1996 las participaciones han sido intermitentes. Sale en 1997 formando un combinado con Santander y en solitario en 1999. Compite en el 2001, 2002 y 2003, y ahora vuelve a hacerlo al inscribirse para la Liga ARC en 2009, temporada en la que consigue tres banderas.
En el 2010 la trainera ocupa el segundo puesto en la liga ARC2, ganando siete banderas, y se proclama vencedor de la eliminatoria de ascenso, obteniendo de este modo plaza en la liga ARC 1 para la temporada 2011.

## Palmarés categoría sénior
Campeonatos Internacionales
- 2 Campeonatos de Europa de Dos sin timonel: 1985 y 1986.

Campeonatos Nacionales
- 1 Campeonato de España de Ocho con timonel
- 2 Campeonatos de España de Bateles: 1986 y 1987.

Campeonatos Regionales
- 6 Campeonatos de Cantabria de Traineras: 1986, 1987, 1988, 1995, 1996 y 1997.
- 1 Trofeo El Diario Montañés: 1986.

Banderas
- 7 Banderas Bansander: 1984, 1986, 1989, 1992, 1995, 1997 y 1998.
- 1 Bandera Sotileza: 1985.
- 1 Bandera de Camargo: 1985.
- 1 GP de Astillero: 1996.
- 1 Bandera de Pontejos: 1996.
- 3 Bandera Ría del Asón: 1996, 2009 y 2018.
- 2 Banderas de Santoña: 2009 y 2010.
- 1 Contrarreloj El Socorro: 2009.
- 1 Bandera de San Pedro: 2010.
- 1 Bandera de Rentería: 2010.
- 1 Bandera de Santander: 2010.
- 1 Bandera Ciudad de Avilés: 2010.
- 1 Bandera de Guetaria: 2010.
- 1 Bandera Ciudad de Castro Urdiales: 2010.
- 1 Bandera de San Juan: 1985.

## Presidentes
| Período   | Presidente               |
| --------- | ------------------------ |
| 1971-87   | Juan Andrés Berruezo     |
| 1987-90   | Alfredo Castañeda        |
| 1990-93   | Ángel Martínez Estebanet |
| 1993-2010 | Fernando Palacio Ansola  |
| 2010-12   | Íñigo Fernández          |
| 2012-17   | César Fernández          |
| 2017-Act. | Sergio Rozadilla Diez    |

## Organización de competiciones
A lo largo de la historia de la entidad, ha organizado numerosas competiciones deportivas. El evento principal es la Bandera de Santoña, patrocinada por el Ayuntamiento de Santoña desde 1970, siendo una de las competiciones de traineras más antigua del Cantábrico. En 1973 organizaron el Trofeo Finanzauto, y en 1986 y 87 el Gran Premio Seat de Traineras, que otorgaba un coche de la marca Seat al ganador. También el Campeonato de España de Traineras se celebró en Santoña en 1973, el Campeonato de Cantabria de traineras en 1980, 81 y 82, y la Bandera Bansander en 1992 y 95.
El Campeonato de España de Trainerillas lo organizaron en dos ocasiones, en 1984 y 87, así como varias ediciones del Campeonato de Cantabria de Trainerillas y de Bateles. Además de estos campeonatos oficiales, han sido organizadas en Santoña varias competiciones al año desde su fundación, desde la liga de bateles y trainerillas a competiciones de banco móvil, como la I Confrontación Nacional de Banco Móvil celebrada en 1983, con un gasto de 150000 pesetas.

## Instalaciones
El pabellón de remo de Santoña se encuentra ubicado en una marisma rellenada que era propiedad de la Jefatura de Costas. El Ayuntamiento de Santoña solicitó su concesión ya que la Federación Española de Remo había proyectado la construcción de la Escuela de Remo de Santoña. Sin embargo, hubo un traspaso de competencias y la Diputación Regional de Cantabria se hizo cargo del proyecto con un presupuesto de 45 millones de pesetas en 1986.
Las instalaciones disponen de 2500 metros cuadrados construidos, 1900 en la planta baja y 600 en la alta. Dispone de un hangar para embarcaciones de 800 metros cuadrados, un gimnasio de 275 metros cuadrados, un foso de 228 metros cuadrados, sala de musculación, almacenes, talleres y vestuarios.